# Luna Blaise
Luna Blaise Boyd (nascida em Los Angeles; 01 de outubro de 2001) é uma atriz e cantora americana. Ela ganhou reconhecimento desde 2018, por interpretar uma das protagonistas da série de televisão Manifest, da NBC. Em 2025, estrelou no elenco principal de Jurassic World 4.

## Biografia
Luna Blaise, nascida na cidade de Los Angeles, localizada na Califórnia nos Estados Unidos, no dia 01 de outubro de 2001.
O seu pai é da cidade de Glasgow na Escócia, e também é um diretor de videoclipes bastante reconhecido em Hollywood chamado Paul Boyd, que trabalha principalmente com a famosa cantora de country Shania Twain. Já a sua mãe é a Angelyna Martinez, uma cidadã mexicana-estadunidense de segunda geração de San Antonio no Texas. Sendo assim, a Luna Blaise tem ascendência escocesa (por parte de pai) e mexicana (por parte de mãe).

## Carreira de atriz
Em 2007, Blaise começou a atuar aos seis anos de idade com uma pequena aparição no filme "Vicious Circle", lançado em 2008.
Em 2013, ela foi escalada como Nina versão criança no filme de arte independente chamado de "Memoria", dirigido e produzido por James Franco, que também fez o ator principal do filme.
Em 2014, Blaise foi escalada para o papel recorrente de Nicole Ellis na série de televisão "Fresh Off the Boat", exibida pela ABC, que é estrelada por Randall Park e Constance Wu como Louis e Jessica Huang. Luna tinha 13 anos quando a série começou a ser filmada, e foi seu primeiro papel importante na televisão. O papel lhe rendeu um prêmio de "Melhor Atriz Nova Recorrente" no Young Artist Awards de 2016.
Desde 2018, ficou mundialmente conhecida por fazer parte do elenco principal da série de televisão estadunidense "Manifest - O Mistério do Voo 828", da rede NBC, interpretando a estudante Olive Stone, filha da dona-de-casa Grace Stone (interpretada por Athena Karkanis) e do ex-desaparecido professor Benjamin "Ben" Stone (interpretado por Josh Dallas), e a sobrinha da ex-desaparecida e detetive da polícia Michaela Stone (interpretada por Melissa Roxburgh), e a irmã gêmea do ex-desaparecido Cal Stone (interpretado por Jack Messina).
No ano de 2024, Blaise foi escalada no elenco principal de Jurassic World Rebirth, sétimo filme da franquia Jurassic Park, onde interpretou a jovem Teresa Delgado, filha de Reuben, irmã de Isabella e namorada de Xavier Dobbs.

## Estreia musical
Em junho de 2016, Blaise estrelou o videoclipe do single de estreia de Jacob Sartorius, a música "Sweatshirt".
No início de 2017, ela lançou o seu primeiro single oficial como cantora, a música intitulada de "Over You". Em dezembro do mesmo ano, anunciou oficialmente que lançaria novas músicas durante 2018.
No final de 2018, Blaise lançou o seu segundo single, que leva o título de "Secrets".
As duas músicas estão disponíveis no YouTube e no Spotify. Suas produções musicais são influenciadas pelos gêneros R&B music, soul music e pelo pop music.

## Filmografia

### Filmes e Curtas-metragens
| Ano  | Título                                                   | Papel           | Nota(s)                           | Ref. |
| ---- | -------------------------------------------------------- | --------------- | --------------------------------- | ---- |
| 2008 | Konflooent                                               | Victoria Santos |                                   |      |
| 2009 | Vicious Circle                                           | Chloe           | A irmã de Danyi                   |      |
| 2015 | Memoria                                                  | Nina            | Filme; versão de Nina aos 13 anos |      |
| 2018 | Surviving Theater 9                                      | Eileen          |                                   |      |
| 2018 | Concrete Kids                                            | Luna            |                                   |      |
| 2021 | Detach                                                   | Sophia          | Curta-metragem                    |      |
| 2022 | We Are Gathered Here Today                               | Susie           |                                   |      |
| 2023 | Aristotle and Dante Discover the Secrets of the Universe | Elena Tellez    |                                   |      |
| 2023 | Deltopia                                                 | Hannah          |                                   |      |
| 2025 | Jurassic World Rebirth                                   | Teresa Delgado  | Elenco principal                  |      |

### Televisão
| Ano       | Título               | Papel        | Nota(s)                                          | Ref. |
| --------- | -------------------- | ------------ | ------------------------------------------------ | ---- |
| 2013      | The Breakdown        | Loonz        | Filme para televisão                             |      |
| 2015–2018 | Fresh Off the Boat   | Nicole Ellis | Série de televisão; participação em 24 episódios |      |
| 2017      | Noches con Platanito | Ela Mesma    | 19.ª temporada; episódio 507                     |      |
| 2018–2023 | Manifest             | Olive Stone  | Elenco principal; participação em 35 episódios   |      |

### Vídeos musicais
| Canção                                    | Ano  | Artista         | Notas              | Ref. |
| ----------------------------------------- | ---- | --------------- | ------------------ | ---- |
| "Me-Time (With the Pulmonary Palimpsest)" | 2009 | Busdriver       | Quando era pequena |      |
| "Sweatshirt"                              | 2016 | Jacob Sartorius |                    |      |
| "Over You"                                | 2017 | Luna Blaise     |                    |      |
| "Secrets"                                 | 2018 | Luna Blaise     |                    |      |

## Prêmios e indicações
| Ano  | Prêmio              | Categoria                            | Papel        | Resultado | Ref |
| ---- | ------------------- | ------------------------------------ | ------------ | --------- | --- |
| 2016 | Young Artist Awards | Melhor Atriz Nova Recorrente (14-21) | Nicole Ellis | Venceu    |     |

1. ↑  «Luna Blaise». Wikipedia (em inglês). 20 de maio de 2020